# Bercaeopsis parallela
Bercaeopsis parallela är en tvåvingeart som först beskrevs av Aldrich 1916.  Bercaeopsis parallela ingår i släktet Bercaeopsis och familjen köttflugor. Inga underarter finns listade i Catalogue of Life.